# Ao Guang

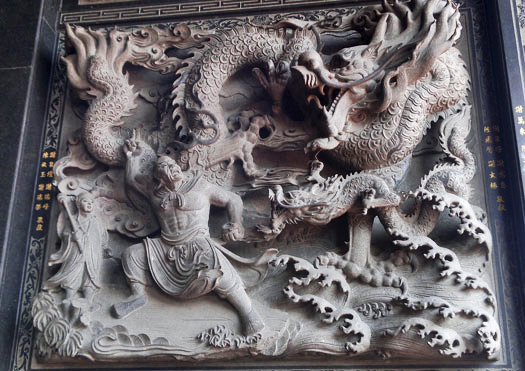
Nezha combattant Ao Guang (sous le forme d'un dragon).

Ao Guang (chinois simplifié : 敖广 ; chinois traditionnel : 敖廣 ; pinyin : o Guǎng) est le Roi-dragon de la mer de l'Est (en) dans le folklore chinois. Il joue un grand rôle dans plusieurs œuvres littéraires, notamment L'Investiture des dieux et La Pérégrination vers l'Ouest.

## Dans la littérature

### L'Investiture des dieux
Dans L'Investiture des dieux, Ao Guang sème le chaos dans le monde en provoquant des sécheresses, des tempêtes et d'autres catastrophes. En raison de l'immense crainte envers lui et ses fils, le peuple n'ose jamais demander la protection de l'Empereur de jade. En conséquence, Ao Guang bénéficie d'innombrables offrandes de la part du peuple durant plusieurs années. Un jour, Nezha, qui se lave dans un ruisseau voisin de la mer de l'Est, fait trembler le palais d'Ao Guang. Après que l'enquêteur préféré d'Ao Guang, Li Gen (en), et son troisième fils, Ao Bing (en), aient été tués par Nezha, Ao Guang entreprend de parler au père de Nezha, Li Jing (en), et exige qu'il s'offre en sacrifice pour expier les actions de son fils, mais il refuse. Après une longue discussion sur le sujet, Ao Guang, désormais extrêmement en colère, monte au ciel pour expliquer le problème à l'Empereur de jade. Cependant, Nezha, ayant choisi de se sacrifier à la place de son père, apparaît au paradis et commence à frapper très violemment Ao Guang, lui arrachant même des écailles de la peau et le faisant saigner. Ao Guang est forcé de se transformer en un petit serpent et de revenir avec Nezha au 
Col du Vieil Étang pour oublier complètement l'incident.
Plus tard, Ao Guang, avec trois autres Rois-dragons, arrive au Col du Vieil Étang et emmène Li Jing et sa femme Dame Yin (en). Nezha, souhaitant les libérer, offre aux dragons tous ses organes internes en échange de ses parents. Ao Guang accepte personnellement avec bonheur la décision de Nezha et apporte ses organes internes à l'Empereur de jade. Après ce moment, le sort d'Ao Guang est inconnu.

### La Pérégrination vers l'Ouest
Dans La Pérégrination vers l'Ouest, le Roi singe Sun Wukong obtient son bâton de Bon-Plaisir Cerclé d'Or d'Ao Guang. Cette arme est à l'origine un outil utilisé par Yu le Grand pour mesurer la profondeur de la crue des hautes eaux, d'où sa capacité à varier de volume et de longueur. Après la mort de Yu, il reste dans l'eau et devient le « Pilier retenant la mer », un trésor inamovible du palais sous-marin d'Ao Guang.
Au début de sa vie, alors qu'il habite avec un groupe d'autres singes, Wukong part demander au Roi-dragon une arme puissante à la hauteur de ses compétences. Dans son palais sous-marin, il essaie plusieurs types d'armes célestes, dont beaucoup se tordent ou se brisent complètement quand il les manie. L'épouse d'Ao Guang suggère alors le bâton de Bon-Plaisir Cerclé d'Or, déclarant que depuis quelque temps, le pilier de fer a commencé à émettre une étrange lumière céleste et qu'elle pense que le Roi singe est destiné à l'obtenir. Lorsque Wukong s'approche du pilier, celui-ci commence à briller, signifiant que le Roi singe est son véritable propriétaire. Il écoute docilement ses ordres et se réduit à une taille manipulable afin que Wukong puisse l'utiliser avec efficacité. Cela impressionne les dragons et plonge le monde sous-marin dans la confusion, le Roi singe ayant supprimé la seule chose contrôlant le flux et le reflux des marées de l'océan. En plus du bâton magique, Wukong force également Ao Guang à lui offrir d'autres cadeaux magiques, tels qu'une cotte de mailles dorée, une coiffe en plumes de phénix et des bottes de marche dans les nuages.
Wukong sollicite l'aide d'Ao Guang plus tard dans son voyage vers l'Inde pour vaincre le Garçon rouge, un démon ayant capturé Tang Sanzang. Ao Guang fait naître des pluies torrentielles pour tenter d'arrêter les flammes du Garçon rouge, mais son feu ne peut pas être éteint par de l'eau ordinaire, et Ao Guang retourne dans la mer de l'Est, sans avoir pu aider Wukong. Dans des aventures ultérieures, Ao Guang montre à nouveau sa déférence envers Wukong et l'aide lors d'un concours pour faire pleuvoir et créer un élixir.

### Les Huit Immortels traversent la mer

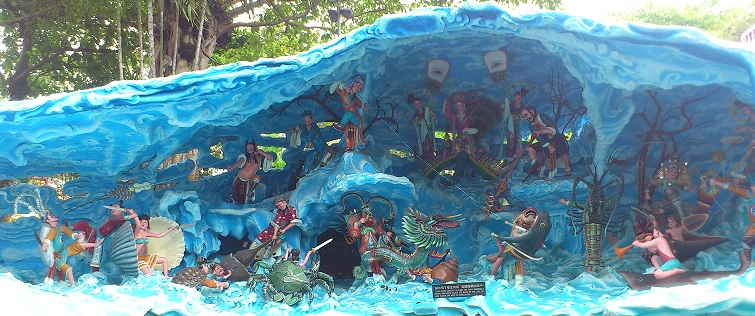
La bataille entre les Huit immortels et les forces d'Ao Guang (diorama à Haw Par Villa de Singapour).

Dans le conte Les Huit Immortels traversent la mer, se préparant à rentrer d'une visite sur l'île magique de Penglai ou chez la Reine-mère de l'Ouest, les Huit immortels décident sur l'initiative de Lü Dongbin ou Tieguai Li de se passer de bateau, chacun transformant son talisman en embarcation pour prouver ses dons de magie. Ce mode peu orthodoxe de navigation déplait à Ao Guang qui mobilise ses troupes. Lan Caihe est capturé, les sept autres résistent et tuent le fils du Roi-dragon. La bataille dégénère, le roi appelant à la rescousse ses homologues des mers de l'Ouest, du Sud et du Nord. Tandis que les dragons déchaînent les vagues, Cao Guojiu réussit à écarter les eaux grâce à sa plaquette de jade. Finalement, la bodhisattva Guanyin (ou le bouddha Rulai selon les versions) intervient pour réconcilier les deux parties et faire libérer Lan Caihe.

## Dans la culture populaire
Dans le jeu MOBA Smite, il apparaît sous le nom d'« Ao Kuang, Roi-dragon des mers de l'Est » en tant que mage de mêlée.
Dans le film d'animation  Le Prince Nezha triomphe du Roi-dragon, Ao Guang apparaît aux côtés des Rois-dragons des océans du Nord, du Sud et de l'Ouest dans sa querelle avec Nezha. Au cours de cette partie de l'histoire, les trois autres Rois-dragons sont maîtrisés tandis qu'Ao Guang est empalé et pétrifié sur la lance de Nezha.
Dans le deuxième pack d'extension du jeu vidéo Age of Mythology, Ao Guang est l'un des trois dieux mineurs que le joueur peut adorer à l'ère mythique. Il accorde au joueur les unités Dragon azur et Tortue-dragon, ainsi que le pouvoir divin du grand déluge.
Dans la série Américain de Chine (en) sur Disney+, Ao Guang, interprété par Jimmy O. Yang, méprise le matérialisme des autres dieux et êtres célestes et est ravi d'entendre Sun Wukong les rappeler tous à l'ordre pour leur fête d'auto-félicitation.